# یوشی‌آکی فوجیوارا
یوشی‌آکی فوجیوارا (انگلیسی: Yoshiaki Fujiwara؛ زادهٔ ۲۷ آوریل ۱۹۴۹) بازیگر، کشتی‌گیر کشتی حرفه‌ای، و صداپیشگی در ژاپن اهل ژاپن است.
از فیلم‌ها یا برنامه‌های تلویزیونی که وی در آن نقش داشته‌است می‌توان به گوهاتو اشاره کرد.